# Аллохруза
Аллохруза (лат. Allochrusa) — род растений семейства Гвоздичные (Caryophyllaceae), ранее включался в род Колючелистник (Acanthophyllum).

## Описание
Многолетние травы и полукустарнички с активно ветвящимися стеблями, формирующие подушки близкие по форме шаровидным.
Листья без колючек.

## Химический состав, использование
Большинство видов содержат в корнях сапонины. Корни могут заготавливаются в качестве сырья под названием «туркестанский мыльный корень». Могут применяться в пищевой промышленности, прежде использовались в текстильном производстве в качестве природного моющего средства.

## Виды
Род насчитывает 8 видов:
- Allochrusa bungei Boiss. — Аллохруза Бунге, или Колючелистник Бунге
- Allochrusa gypsophiloides (Regel) Schischk. — Аллохруза качимовидная, или Колючелистник качимовидный
- Allochrusa paniculata (Regel & Herder) Ovcz. & Czukav. — Аллохруза метельчатая, или Колючелистник метельчатый
- Allochrusa persica (Boiss.) Boiss.
- Allochrusa tadshikistanica Schischk. — Аллохруза таджикистанская, или Колючелистник таджикистанский, или мыльный корень
- Allochrusa takhtajanii Gabrieljan & Dittrich — Аллохруза Тахтаджана
- Allochrusa transhyrcana Czerep.
- Allochrusa versicolor (Fisch. & C.A.Mey.) Boiss.